# Their Greatest Hits: The Record
Their Greatest Hits: The Record kompilacijski album s najvećim uspješnicama od australskog rock sastava The Bee Gees, koji izlazi u studenom 2001.g. Na albumu se nalazi 40 skladbi, koje obuhvaćaju preko 35 godina njihove glazbene karijere. Sadrži i četiri nove skladbe u klasičnom Gibb stilu, "Emotion," "Heartbreaker," "Islands In The Stream" i "Immortality", izvorno snimljene od strane drugih glazbenih umjetnika. Barry Gibb izvodi duet s Barbrom Streisand u skladbi "Guilty", koja se izvorno nalazi na njezinom albumu iz 1980. "Guilty.
Album se 8. prosinca 2001. godine pojavljuje na Billboardovoj top 200 ljestvici i zauzima 49 mjesto. Tamo se zadržao 40 tjedana. 28. veljače 2002. godine od strane RIAA, dobiva zlatni i platinasti certifikat.

## Popis pjesama
Sve skladbe napisali su Barry, Robin i Maurice Gibb, osim gdje je drugačije naznačeno.

### Disk prvi
1. "New York Mining Disaster 1941" (Barry Gibb/Robin Gibb) – 2:12
2. "To Love Somebody" (Barry Gibb/Robin Gibb) – 3:02
3. "Holiday" (Barry Gibb/Robin Gibb) – 2:55
4. "Massachusetts" – 2:25
5. "World" – 3:16
6. "Words"  – 3:17
7. "I've Gotta Get a Message to You" – 2:52
8. "I Started a Joke" – 3:09
9. "First of May" (Barry Gibb/Maurice Gibb) – 2:50
10. "Saved by the Bell" (Robin Gibb) – 3:08
11. "Don't Forget to Remember" (Barry Gibb/Maurice Gibb) – 3:29
12. "Lonely Days" – 3:48
13. "How Can You Mend a Broken Heart?" (Barry Gibb/Robin Gibb) – 3:59
14. "Run to Me" – 3:13
15. "Jive Talkin'" – 3:46
16. "Nights on Broadway" – 4:36
17. "Fanny (Be Tender With My Love)" (Barry Gibb/Maurice Gibb) – 4:04
18. "Love So Right" – 3:37
19. "If I Can't Have You" – 3:22
20. "Love Me" – 4:04
21. "You Should Be Dancing" – 4:15

### Disk drugi
1. "Stayin' Alive" – 4:47
2. "How Deep Is Your Love" – 4:03
3. "Night Fever" – 3:31
4. "More Than a Woman" – 3:17
5. "Emotion" (Barry Gibb/Robin Gibb) – 4:03
6. "Too Much Heaven" – 4:57
7. "Tragedy" – 5:03
8. "Love You Inside Out" – 4:11
9. "Guilty" Barbra Streisand zajedno s Barryjem Gibbom – 4:24
10. "Heartbreaker" – 4:25
11. "Islands in the Stream" (tekst, Pras Michel) – 4:22
12. "You Win Again" – 4:03
13. "One" – 4:57
14. "Secret Love" – 3:35
15. "For Whom the Bell Tolls" – 3:58
16. "Alone" – 4:22
17. "Immortality" – 4:15
18. "This Is Where I Came In" – 4:00
19. "Spicks & Specks" – 2:51

## Vanjske poveznice
- discogs.com - Bee Gees - Their Greatest Hits - The Record